# Eulithis citrinata
Eulithis citrinata är en fjärilsart som beskrevs av Meves 1914. Eulithis citrinata ingår i släktet Eulithis och familjen mätare. Inga underarter finns listade i Catalogue of Life.